# Booster (Dampflokomotivtechnik)

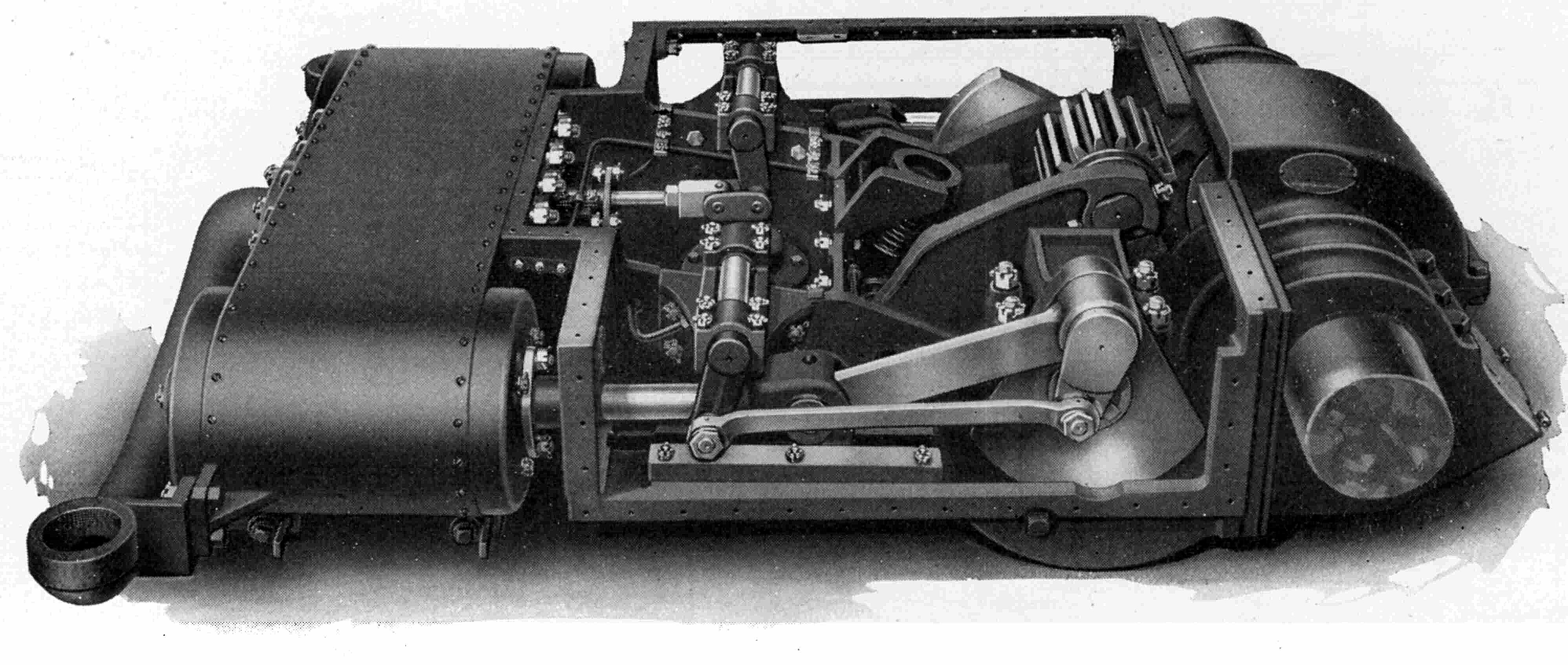
Booster, Darstellung ohne die Abdeckung. Die angetriebene Achse ist rechts zu sehen.

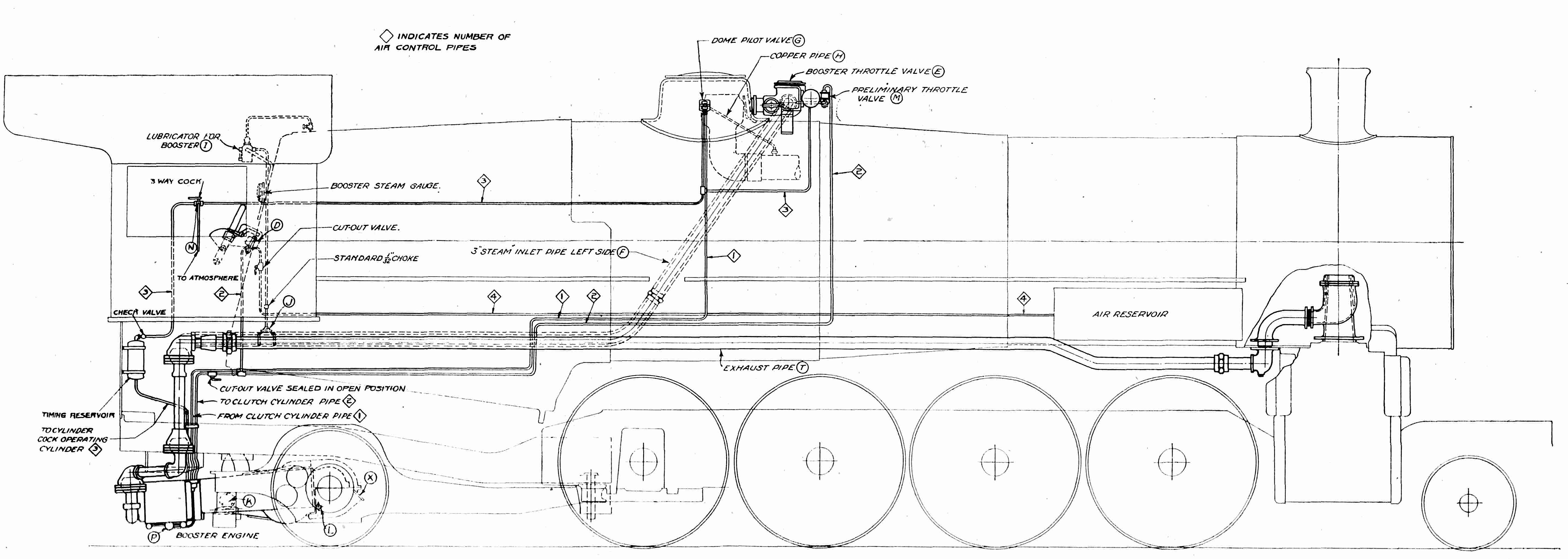
Anordnung des Boosters unter dem Führerstand einer Dampflokomotive

Als Booster wurde im US-amerikanischen Eisenbahnwesen eine kleine zweizylindrige Dampfmaschine bezeichnet, die an Dampflokomotiven die hintere Laufachse oder die erste Achse des Schlepptenders antrieb.
Diese Dampfmaschine konnte bei niedrigen Geschwindigkeiten des Fahrzeuges unterhalb von 15 mph (Meilen pro Stunde, etwa 24 km/h), mit einer Kupplung zugeschaltet werden und klinkte sich bei Geschwindigkeiten von etwa 30 mph (etwa 45 km/h) selbsttätig aus.
Sie wurden zu dem Zweck angebracht, besonders schwere Züge leichter anzufahren oder mit sehr niedriger Geschwindigkeit zu fahren. Der Leistungsgewinn betrug etwa 300 PS entsprechend etwa 224 kW, der Zugkraftgewinn etwa 50 kN (entspricht etwa 5 Tonnen).
Tender-Booster beinhalteten mit Kuppelstangen gekuppelte Räder an den Drehgestellen, die jedoch die Maximalgeschwindigkeit der Lokomotive begrenzten. Sie wurden deshalb seltener und vor allem an Rangierlokomotiven angebracht.
Besonders verbreitet war der Einsatz von Boostern bei der New York Central Railroad, ansonsten jedoch eher selten. In Europa wurden Booster bei Dampflokomotiven nur gelegentlich verwendet. Meist blieb es beim Einsatz in Prototypen und Versuchsbauarten wie etwa der Pfälzischen P 3.II oder der Bayerischen AA I oder zur Erprobung in Einzelexemplaren größerer Baureihen, etwa in einer Lokomotive der norwegischen NSB Type 49.